# Rock with You
Rock with You ist ein Lied von Michael Jackson aus dem Jahr 1979, erstmals erschienen auf seinem Album Off the Wall. Das Stück wurde im Oktober 1979 als Single veröffentlicht und in den USA und Spanien ein Nummer-eins-Hit. Nach Ben und Don’t Stop ’til You Get Enough war es Jacksons dritter Nummer-eins-Hit. Die Single wurde weltweit über 3,4 Millionen Mal verkauft.

## Hintergrund
Komponist war, wie bei vielen Liedern auf Off the Wall und später Thriller, Rod Temperton. Ursprünglich sollte das Lied I Want To Eat You Up heißen, bekam aber den letztendlichen Titel, weil dieser als passender für Michael Jacksons Image empfunden wurde.
Zu Rock with You wurde Jacksons zweites Musikvideo produziert. Jackson singt den Song in einem mit Pailletten besetzten Anzug vor dem Hintergrund eines Lasers und tanzt dabei.
Das Lied war Bestandteil der Setlist von Michael Jacksons Bad World Tour und später noch einmal im Rahmen eines Medleys bei seiner HIStory World Tour.
Am 27. Februar 2006 wurde der Song auf dem Album Visionary: The Video Singles veröffentlicht.

## Kommerzieller Erfolg

### Chartplatzierungen
| ChartsChartplatzierungen       | Höchstplatzierung | Wochen |
| ------------------------------ | ----------------- | ------ |
| Deutschland (GfK)              | 58 (10 Wo.)       | 10     |
| Schweiz (IFPI)                 | 68 (3 Wo.)        | 3      |
| Vereinigte Staaten (Billboard) | 1 (13 Wo.)        | 13     |
| Vereinigtes Königreich (OCC)   | 7 (15 Wo.)        | 15     |

### Auszeichnungen für Musikverkäufe
| Land/Region                  | Auszeichnungen für Musikverkäufe (Land/Region, Auszeichnung, Verkäufe) | Verkäufe  |
| ---------------------------- | ---------------------------------------------------------------------- | --------- |
| Dänemark (IFPI)              | Platin                                                                 | 90.000    |
| Kanada (MC)                  | 2× Platin                                                              | 160.000   |
| Neuseeland (RMNZ)            | 3× Platin                                                              | 90.000    |
| Spanien (Promusicae)         | Gold                                                                   | 30.000    |
| Vereinigte Staaten (RIAA)    | 5× Platin                                                              | 5.000.000 |
| Vereinigtes Königreich (BPI) | Platin                                                                 | 600.000   |
| Insgesamt                    | 1× Gold · 12× Platin ·                                                 | 5.970.000 |

Hauptartikel: Michael Jackson/Auszeichnungen für Musikverkäufe

## Coverversionen
Ende des Jahres 1995 nahm Produzent Quincy Jones den Song für sein Studioalbum Q’s Jook Joint ein weiteres Mal auf. Diesmal sang die Contemporary-R&B-Sängerin Brandy den Song gemeinsam mit dem Rapper und Frontmann der Gruppe Heavy D. & the Boyz Heavy D. Diese Version wurde am 7. November nur als Airplay-Single veröffentlicht und erreichte Platz 21 der Billboard Rhythmic-Top-40 und Position 74 der Billboard R&B-/Hip-Hop-Tracks. Im Jahre 2005 erschien der Titel auf dem Best-of-Album der Sängerin Brandy The Best of Brandy.
Rock with You wurde auch von Hugh Masekela und Chuck Loeb gecovert. Auch der Brasilianische Sänger Seu Jorge hatte diesen Song auf seinem Album Almaz gecovert.